# 何塞·布兰科·洛佩斯
何塞·布兰科·洛佩斯（西班牙語：José Blanco López，1962年2月6日—），是西班牙工人社会党政治人物。2008年至2012年担任西班牙工人社会党副书记，2009年至2011年担任西班牙发展大臣。

## 经历
出生于卢戈省帕拉斯德雷，后全家搬到省会卢戈，读完高中，1978年加入加利西亚社会主义者党（PSdeG）。大学就读于圣地亚哥-德孔波斯特拉大学法律专业，后放弃学业投入政治活动，成为加利西亚社会主义青年团学生书记，加利西亚青年理事会主席，不久后加入PSdeG-PSOE执行委员会，成为工人社会党卢戈省支部总书记。
在1989年10月29日西班牙大选中当选參議院卢戈选区议员。参与了1991年5月22日的帕拉斯德雷市镇议会选举，但未能当选市长，仅成为市议会的一名议员；1995年5月24日，又参与了市长选举，但仍然失败。
在1996年西班牙大选中当选眾議院卢戈选区议员，之后也一直连任。他也是工人社会党智库IDEAS的受托人之一。
2009年4月7日，經何塞·路易斯·罗德里格斯·萨帕特罗政府任命为发展大臣（负责社会工作、交通运输），2011年成为西班牙政府发言人。
2011年12月28日，西班牙最高法院因贪污受贿问题开始对他展开司法调查。2013年7月18日，最高法院结案，证明了何塞·布兰科的清白。

## 荣誉
- 2011年12月30日：卡洛斯三世大十字勋章。[9]